# プレカトゥスの天秤
『プレカトゥスの天秤』は、スマイルラボ開発・フジゲームス運営によるスマートフォン用ゲームアプリ。サービス期間は2018年10月31日 - 2020年1月6日。基本プレイ無料 (アイテム課金制)。略称は『プレテン』。

## 概要
2018年5月8日に「Project7」のプロジェクトコードネームで制作が発表。2018年8月3日に制作発表会と朗読音楽劇が開催され正式タイトルの「プレカトゥスの天秤」を公表、2018年10月31日より正式サービスが開始された。
スタッフィングにはキャラクター原案にRejetの前田浩孝、音楽にノイジークロークの坂本英城、シナリオ原作協力に暁影二がそれぞれ起用されている。

## キャラクター

### アマツ巫国
陰陽師が守護する神秘の島国。
カナギ・レンカ
声 - 尾崎由香
夜明けの陰陽師。
イリフジ・シン
声 - 石川界人
英姿颯爽たる風。
ダン・イオリ
声 - KENN
宵の明星。
ツキカワ・マシロ
声 - 上田麗奈
有明の撫子。
ヒマリ
声 - 鈴木みのり
緋天丹心の漸。
カザ・スイレイ
声 - 増田俊樹
迅雷果心の刃。
シキ・ユズリハ
声 - 内田彩
忌避されし血族。

### リベル独立領
孤高の研究都市国家。
ジャスティン・アボット
声 - 梶裕貴
流星の二丁拳銃。
レベッカ・キャロル
声 - 上坂すみれ
硝煙薫る令嬢。

### アルス＝フォルマ共和国
漁夫の利を狙う芸術と商人の国。
ラシェル・ベルティエ
声 - 花澤香菜
華麗なる間諜。
ホルム・バルゲリー
声 - 宮崎遊
秘められし強運。

### パラディア郡国
五大家族が支配する流民国家。
イーヴァル・ディン
声 - 杉田智和
黒社会に堕ちた男。
ロイ・ベルアン
声 - 小松未可子
深慮の若葉。

### ジェリーダ皇国
極寒の北国。
セラフィーナ・アレクサンドラ・ヴォルゴード
声 - 茅野愛衣
気高く純粋な皇女。
ルカ・エイデシュテット
声 - 蒼井翔太
凛然たる旋律。頭脳派のヴァイオリン奏者。
レナート・ラウリ
声 - 鈴木達央
猛き革命の炎。
ヴァレリ・ドラーク
声 - 前野智昭
雪原の孤狼。

### オルディス連合王国
伝統と富が蓄積する貴族国家。
アシュレイ・セシル・ファリントン
声 - 中村悠一
怜悧なる盾。
オフィーリア・マジェスティナ・オルディス
声 - 瀬戸麻沙美
穢れなき女王。

### ヴェルム帝国
規律と実力が支配する機械化帝国。
リーンハルト・ハーゼルゼット
声 - 代永翼
魔導兵器の天才。
クリスティア・ヴィンセント
声 - 伊藤静
鉄の有翼獅子。
トラヴィス・エーヴァルト
声 - 伊藤健太郎
揺ぎなき旋風。
ディーター・ゼクス
声 - 津田健次郎
秩序の看視者。

## 開発
本作は、オルディア大陸で1年にわたり起きた戦争の歴史を基に、7つの国の物語がそれぞれの視点から展開される。具体的にはA国がB国に攻める物語がある場合、B国側の視点で描かれた物語も存在する。プロデューサーの伊藤隆博はこのような仕組みを採用した理由について、従来のスマートフォン向けアプリでは一本道のシナリオが多かったため、家庭用ゲーム機向け作品のように遠回りをして楽しめるシステムを入れたいと考えたと配信前に行われた「ファミ通App」とのインタビューの中で話している。また、スマートフォン向け作品の市場では剣と魔法のファンタジーがヒットしているため、本作では1990年代初頭の「鉄と蒸気の時代」を描かれた。
伊藤はキャラクターデザイナーに乙女ゲーム『Vitamin』シリーズで知られる前田浩孝を起用した理由について、近年のRPGに女性ファンが多いことに着目し、女性向けのデザイン感性のある者がふさわしいと考えたことを挙げており、調べる中で強烈な個性を放つキャラクターを見つけたことがきっかけで前田を起用したと話している。インタビューに同席していた前田本人は具体的な案件も知らぬまま伊藤と会い、男女兼用のダークファンタジーを作りたいと言われて自分が向いていると思ったと話している。また、アートディレクションの案件が増える中、どちらを主軸にすべきか考えていた矢先の依頼であり、伊藤とのやり取りを重ねる中で引き受けるべきだと判断したとも話している。
前田が依頼を受けた時点では世界観やデザインの方向性が固まっていなかったものの、1900年代初頭という時代設定と、スチームパンクは避けたいという条件が提示されており、服装のデザインについては、1900年代初頭の人間ががんばれば作れることを意識したと前田は話している。
キャラクターのデザインについて、前田はダークファンタジーという共通テーマをもとに、「一見明るく見えるが、暗い生い立ちを持つ」といった感じで「いい人」から「悪い人」へ伸びる横軸を設けて一人ずつ割り振っていった。次いで、悪い人だったらトゲトゲしいシルエットにしようといったイメージをもとにデザインを行い、それから全員そろった時のシルエットのバランスなどを見ながら調整していった。
前田のキャラクタービジュアルと物語の乖離が起きないようシナリオの調整が行われ、たとえば金髪のキャラクターが登場する場合はきらびやかな物語が用意された。